# Eduardo Hay

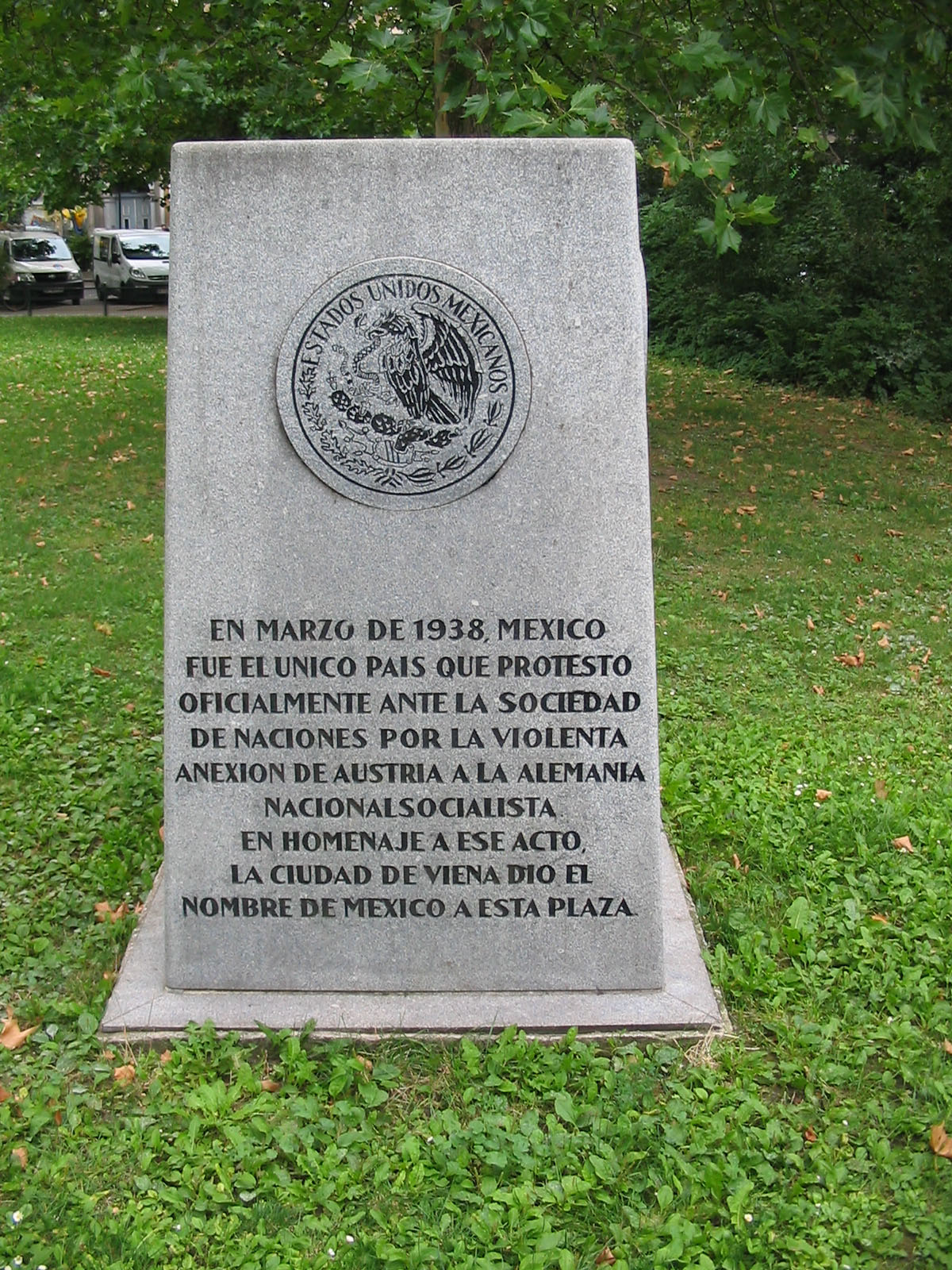
Monumento al Messico a Mexikoplatz a Vienna. Nel marzo 1938 Eduardo Hay in qualità di Segretario degli Affari Esteri tenne un discorso alla Società delle Nazioni in cui condannava l'Anschluss, l'annessione forzata dell'Austria alla Germania nazista. Il Messico fu l'unico paese ad opporsi con veemenza a tale evento.

Eduardo Leonardo Francisco de Sales Guadalupe del Sagrado Corazón de Jesús Hay Fortuño, noto semplicemente come Eduardo Hay (Città del Messico, 29 gennaio 1877 – Città del Messico, 27 dicembre 1941) è stato un ingegnere, generale, politico e diplomatico messicano, figura importante della rivoluzione messicana e della prima metà del XX secolo in Messico.

## Biografia
Nacque a Città del Messico il 29 gennaio 1877, e fu battezzato nella Chiesa dei Santi Cosimo e Damiano l'8 febbraio. Era figlio di don Guillermo Hay e di Josefina Fortuño. Si graduò come ingegnere all'Università di Notre Dame nel 1900. Fu socio fondatore del Partito Antirielezionista nel 1909. Fu capo di stato maggiore di Francisco Madero nella sua prima campagna. Nella battaglia di Casas Grandes fu ferito e perse un occhio e fu anche fatto prigioniero. In seguito fu capo di stato maggiore del generale Antonio Irineo Villarreal.
Nell'agosto del 1911 fu accettato da Emiliano Zapata come governatore provvisorio dello stato di Morelos negli accordi tra Zapata e Madero nella riunione a Cuautla del 18 agosto 1911, accordi che non furono rispettati dal generale Victoriano Huerta e dal governo ad interim del presidente Francisco León de la Barra, per il fatto che Hay non fu installato come governatore.
Fu nominato generale di brigata con anzianità l'11 maggio 1913.
Partecipò alla Convenzione di Aguascalientes e fu uno dei suoi protagonisti. Nel dibattito per scegliere il presidente interno della Convenzione Hay e Antonio Irineo Villarreal erano i principali aspiranti ma nessuno dei due fu scelto perché dichiarati inaccettabili per gli Zapatisti. Il generale formò insieme ai generali Álvaro Obregón, Villarreal e Eugenio Aguirre Benavides, la delegazione inviata dalla Convenzione per consegnasse a Venustiano Carranza l'accordo che disponeva la fine del suo mandato come Primo Capo dell'Esercito Costituzionalista e Incaricato del Potere Esecutivo. Carranza rifiutò di accettare la cessazione delle funzioni e solo il generale Aguirre Benavides decise di ritornare alla Convenzione mentre gli altri diedero il loro appoggio a Carranza nella sua lotta contro la Convenzione.
Fu Deputato Federale alle XXVI (1912-1914) e XXVII (1917-1918) Legislature del Congresso dell'Unione.

### Segretario degli Affari Esteri
Fu nominato nel 1935 da Lázaro Cárdenas del Río Segretario degli Affari Esteri nel suo gabinetto, incarico che mantenne fino alla fine del periodo legislativo nel 1940.
Insieme al presidente, fu il principale responsabile della politica estera del Messico durante questo periodo, che fu caratterizzato dal peggioramento dei conflitti in Europa. Il Messico simpatizzava con i governi di sinistra all'epoca, ma rappresentava un ragionamento strettamente in linea con il diritto internazionale e le disposizioni della Società delle Nazioni. Il Messico condannò quindi la rivolta del generale Francisco Franco contro il governo del Fronte Popolare della Seconda Repubblica spagnola nel 1936 e lo sostenne diplomaticamente durante la guerra civile spagnola. Il 29 marzo 1937, circa 807 persone fuggite dalle truppe di Franco all'ambasciata messicana a Madrid furono in grado di lasciare la Spagna sotto la protezione diplomatica. Nel giugno dello stesso anno, il Messico ricevette quasi 500 orfani di guerra spagnoli. Anche a Lev Trockij fu concesso l'asilo, arrivando in Messico il 9 gennaio 1937. Tra il 1937 e il 1938, anche le ferrovie messicane e l'industria petrolifera furono nazionalizzate, il che portò a una breve interruzione delle relazioni diplomatiche con il Regno Unito, che protestò contro gli interessi degli azionisti britannici. La risultante compagnia petrolifera statale Pemex esiste ancora oggi.
Dopo la fine della guerra civile spagnola, il Messico accettò altri rifugiati, il cui numero aumentò ulteriormente all'inizio della seconda guerra mondiale, poiché ebrei e antifascisti provenienti da Germania, Austria, Cecoslovacchia e Francia, alcuni dei quali andarono in Messico per chiedere asilo attraverso gli Stati Uniti. Città del Messico divenne un centro di emigranti europei durante questo periodo. I noti intellettuali di lingua tedesca in esilio messicano a quel tempo erano Egon Erwin Kisch, André Simone, Ludwig Renn, Leo Katz, Bruno Frei, Paul Merker e Bodo Uhse. Nel marzo del 1938, il Messico fu anche l'unico paese a presentare una protesta ufficiale contro l'annessione dell'Austria al Reich tedesco, prima della Lega delle Nazioni. Il diplomatico messicano Isidro Fabela emise una nota di protesta a Ginevra il 19 marzo 1938 per conto di Eduardo Hay. Anche solo l'Unione Sovietica protestò, ma solo contro i successivi alleati occidentali, che avevano già cancellato la Società delle Nazioni come un effettivo organo di mantenimento della pace. Il 5 aprile 1938, l'ambasciatore del Reich tedesco in Messico Heinrich Rüdt von Collenberg a Hay e, minacciando un possibile sviluppo sfavorevole delle relazioni economiche tra i due paesi, chiese il ritiro della nota di protesta, che fu rifiutata.
All'inizio della seconda guerra mondiale nel 1939, il Messico rimase ufficialmente neutrale. A causa del boicottaggio delle importazioni di petrolio da parte degli Stati Uniti e del Regno Unito causato dalla nazionalizzazione dell'industria petrolifera, il Messico esportò petrolio in Germania fino al 1940, nonostante tutte le differenze ideologiche. Fu solo sotto il prossimo governo del presidente Manuel Ávila Camacho che il Messico entrò in guerra dalla parte degli Alleati nel maggio del 1942.
Essendo Segretario degli Affari Esteri ricevette la condecorazione della Croce di Boyacá, nel Grado di Grande Ufficiale, del governo della Repubblica di Colombia e ricevette autorizzazione del Congresso dell'Unione per poter accettare e usare la stessa.
Morì a Città del Messico il 27 dicembre 1941.
Era padre del dottore Eduardo Hay Sais, che in seguito divenne membro del Comitato olimpico messicano e coinvolto nell'organizzazione delle Olimpiadi del 1968 in Messico.

## Incarichi governativi
Tra le molteplici cariche che ricoprì ci sono:
- Ispettore Generale della Polizia durante la presidenza di Madero;
- Visitatore Generale dei Consolati d'Europa (1911);
- Segretario di Guerra e Marina (1914) nel governo di Venustiano Carranza;
- Agente confidenziale davanti ai governi delle Repubbliche di Brasile, Perù, Colombia, Cile, Ecuador, Argentina e Venezuela (1914);
- Sottosegretario all'Agricoltura e Promozione (1916);
- Inviato straordinario e ministro plenipotenziario in Italia (1918-1923);
- Inviato straordinario e ministro plenipotenziario in Giappone (1924-1925);
- Inviato straordinario e ministro plenipotenziario in missione speciale per assistere alla celebrazione del Centenario dell'Indipendenza della Bolivia (1925);
- Sottosegretario alle Comunicazioni e Opere Pubbliche (1927);
- Ambasciatore in Guatemala (1929);
- Direttore Generale della Beneficenza Pubblica del Distretto Federale (D.F.) (1929);
- Direttore Generale delle Dogane (1932-1933);
- Console Generale del Messico a Parigi (1934);
- Segretario degli Affari Esteri (1935-1940) nel governo di Lázaro Cárdenas.